# Richie Havens

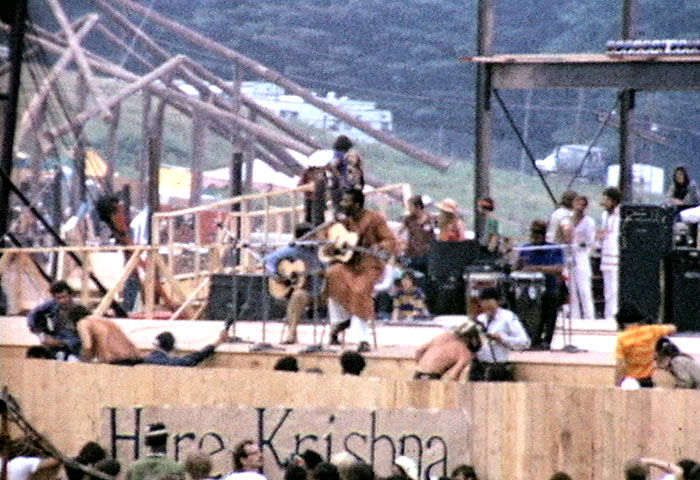
Richie Havens på Woodstockfestivalen 1969.

Richard Pierce "Richie" Havens, född 21 januari 1941 i Brooklyn i New York, död 22 april 2013 i Jersey City i New Jersey, var en amerikansk folksångare och gitarrist.
Havens är bland annat känd för sitt uppträdande på Woodstockfestivalen 1969. Han uppträdde först, trots att han var inskriven som nummer fem, med den akustiska gitarrlåten "Freedom". Han lade under uppträdandet till en improviserad extra vers, bestående av ordet "Freedom" upprepat om och om igen. 
2007 medverkade Havens i filmen I'm Not There, där han sjunger Bob Dylan-låten "Tombstone Blues". Han medverkar även på Groove Armadas låt "Hands of Time".

## Diskografi (urval)
Album
- 1967 – Mixed Bag
- 1968 – Something Else Again
- 1968 – Electric Havens
- 1969 – Richard P. Havens, 1983
- 1970 – Stonehenge
- 1971 – The Great Blind Degree
- 1971 – A State of Mind
- 1971 – Alarm Clock
- 1972 – Richie Havens on Stage
- 1973 – Portfolio
- 1974 – Mixed Bag II
- 1975 – Richie Havens
- 1976 – The End of the Beginning
- 1977 – Mirage
- 1980 – Connections
- 1983 – Common Ground
- 1987 – Simple Things
- 1987 – Sings Beatles & Dylan
- 1990 – Live at the Cellar Door
- 1991 – Now
- 1994 – Yes
- 1994 – Cuts to the Chase
- 1999 – Time
- 2002 – Wishing Well
- 2004 – Grace of the Sun

Singlar
- 1967 – "No Opportunity Necessary"
- 1969 – "Rocky Raccoon"
- 1969 – "Lady Madonna"
- 1970 – "Handsome Johnny"
- 1970 – "Alarm Clock"
- 1971 – "Here Comes the Sun"
- 1972 – "Freedom"
- 1973 – "What About Me"
- 1973 – "It Was a Very Good Year"
- 1973 – "Eyesight of the Blind"
- 1976 – "I'm Not in Love"
- 1977 – "We All Wanna Boogie"
- 1980 – "Going Back to My Roots"